# 김주영 (1997년)
김주영(한국 한자: 金珠榮, 1997년 5월 5일 ~ )은 대한민국의 축구 선수이며, 포지션은 미드필더이다.